# Diocese de Colatina
A Diocese de Colatina (Dioecesis Colatinensis) é uma divisão territorial da Igreja Católica no estado do Espírito Santo. Foi criada em 23 de abril de 1990, pelo Papa João Paulo II, sendo seu primeiro bispo Dom Geraldo Lyrio Rocha.
Ocupa uma área de 12.362 km², com 31 paróquias abrangendo 17 municípios: Aracruz, Baixo Guandu, Colatina, Governador Lindenberg, Ibiraçu, Itaguaçu, Itarana, João Neiva, Laranja da Terra, Linhares, Marilândia, Pancas, Rio Bananal, Santa Teresa, São Domingos do Norte, São Roque do Canaã e Sooretama.

## Bispos
|                          | Nome                           | Período     | Notas                                       |
| Bispos                   | Bispos                         | Bispos      | Bispos                                      |
| ------------------------ | ------------------------------ | ----------- | ------------------------------------------- |
| 4°                       | Lauro Sérgio Versiani Barbosa  | 2021- Atual | Atual                                       |
| 3º                       | Joaquim Wladimir Lopes Dias    | 2015-2021   | Nomeado Bispo de Lorena                     |
| 2º                       | Décio Sossai Zandonade, S.D.B. | 2002-2014   | Bispo emérito                               |
| 1º                       | Geraldo Lyrio Rocha            | 1990-2002   | Nomeado Arcebispo de Vitória da Conquista   |
| Administrador Apostólico |                                |             |                                             |
|                          | Joaquim Wladimir Lopes Dias    | 2014-2015   | Bispo auxiliar de Vitória do Espírito Santo |

## História
A Diocese de Colatina foi criada pelo Papa João Paulo II, no dia 23 de abril de 1990, como parte da província eclesiástica do Estado do Espírito Santo. Antes a região pertencia à Arquidiocese de Vitória.
A instalação da Diocese foi realizada pelo então Núncio Apostólico no Brasil, Dom Carlo Furno, em 15 de julho de 1990, data em que tomou posse seu primeiro bispo, Dom Geraldo Lyrio Rocha.

## Território
Atualmente, a diocese abrange 17 municípios do norte capixaba: Aracruz, Baixo Guandu, Colatina, Governador Lindenberg, Ibiraçu, Itaguaçu, Itarana, João Neiva, Laranja da Terra, Linhares, Marilândia, Pancas, Rio Bananal, Santa Teresa, São Domingos do Norte, São Roque do Canaã e Sooretama.

## Paróquias
Área pastoral de Colatina:
- Sagrado Coração de Jesus - Catedral de Colatina
- Divino Espírito Santo - Maria das Graças/Colatina
- Imaculado Coração de Maria - São Silvano/Colatina
- Nossa Senhora da Glória - Vila Lenira/Colatina
- Nossa Senhora da Penha - Honório Fraga/Colatina
- Santa Clara de Assis - São Vicente/Colatina
- Sagrada Família - Carlos Germano Naumann/ Colatina
- São Roque - São Roque do Canaã

Área pastoral do café:
- Nossa Senhora Auxiliadora - Marilândia
- Santa Luzia - Pancas
- São Domingos - São Domingos do Norte
- São Sebastião - Novo Brasil/Governador Lindenberg

Área pastoral BR-101 Norte:
- Nossa Senhora da Conceição - Centro/Linhares
- Bom Pastor - Interlagos/Linhares
- Santíssima Trindade - Novo Horizonte/Linhares
- Santa Rita de Cássia - Araçá/Linhares
- São Paulo Apóstolo - Bebedouro/Linhares
- Nossa Senhora do Rosário de Fátima - Rio Bananal
- Cristo Rei - Sooretama
- São João Paulo II - São José - Linhares

Área pastoral BR-101 Sul:
- São João Batista - Centro/Aracruz
- Coração Eucarístico de Jesus - Guaraná/Aracruz
- Imaculada Conceição - Coqueiral/Aracruz
- Santa Teresinha do Menino Jesus - Bela Vista/Aracruz
- São José - João Neiva
- São Marcos - Ibiraçu

Área pastoral linha Ita:
- Santa Teresa - Santa Teresa
- Nossa Senhora Auxiliadora - Itarana
- Nossa Senhora Medianeira de Todas as Graças - Itaguaçu
- São Francisco de Assis - Laranja da Terra
- São Pedro - Baixo Guandu

## Santuário Diocesano Nossa Senhora da Saúde

### História

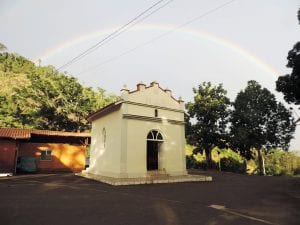
Igrejinha erigida em honra a Nossa Senhora da Saúde por imigrantes italianos.

Por volta da segunda metade do século XIX, a população da Europa crescia e a industrialização acelerava. A vida se tornou, assim, difícil para grande parte da sociedade, fazendo com que muitos buscassem uma vida melhor em outros países, como o Brasil.
Na Itália, famílias inteiras de camponeses tomaram essa decisão e foi assim que os primeiros italianos chegaram à região onde se localiza hoje o município de Ibiraçu. Além da esperança de uma vida nova e da vontade de vencer, essa gente trouxe consigo toda a sua religiosidade, em especial as devoções a São Marcos e Nossa Senhora da Saúde.

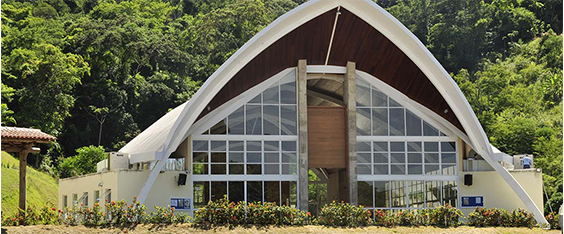
O novo templo conta com capacidade para 1000 pessoas sentadas. Todo o complexo está sendo planejado para que as pessoas encontrem um espaço adequado para orações e celebrações.

Logo que chegaram, os imigrantes construíram, assim, uma capela dedicada a Nossa Senhora da Saúde. O local escolhido foi uma clareira no meio da mata fechada. Foi a primeira igrejinha construída na região. Uma família trouxe em sua bagagem um quadro de Nossa Senhora da Saúde que foi colocado na capela. Mais tarde, o quadro foi substituído pela imagem que permanece até hoje no local.
As famílias se reuniam aos domingos para fazer orações e recitarem ladainhas. Realizavam-se festas, leilões e batizados. Os devotos traziam ofertas valiosas em agradecimento pelas graças alcançadas por intercessão de Nossa Senhora da Saúde. Muitas histórias de curas e milagres são relatadas por quem frequenta, até hoje, o lugar.
Por volta de 1952, a festa foi transferida para o Centro de Formação Nossa Senhora da Saúde, em Ibiraçu. Em 1997, Dom Geraldo Lyrio Rocha, então bispo da Diocese de Colatina, convocou os fiéis para celebrarem a Festa de Nossa Senhora da Saúde novamente na igrejinha. Em 1998, durante solene celebração, o bispo elevou a igrejinha a Santuário Diocesano.

### Padroeira diocesana

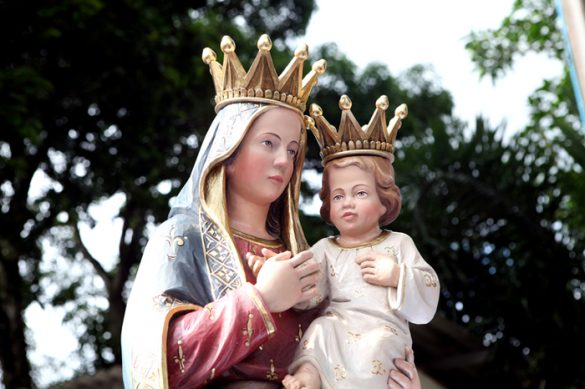
Imagem da padroeira da Diocese de Colatina, fabricada na Itália e abençoada pelo Papa Bento XVI

Em 2007, o Papa Bento XVI aprovou o pedido do bispo diocesano de Colatina, Dom Décio Sossai Zandonade, e elevou Nossa Senhora da Saúde a padroeira diocesana. Assim como em Veneza, a grande festa acontece todos os anos em 21 de novembro.

### Festa
A grande festa em honra da padroeira Nossa Senhora da Saúde acontece todos os anos em 21 de novembro. Milhares de fiéis, devotos e romeiros de todas as partes lotam o Santuário neste dia para agradecer por graças alcançadas ou em busca da cura para doenças do corpo e da alma. Trata-se da maior manifestação de fé mariana do norte do estado e a segunda maior de todo o estado do Espírito Santo, ficando atrás somente da padroeira do estado, Nossa Senhora da Penha.